# 55e brigade de fusiliers motorisés de montagne
La 55e brigade de fusiliers motorisés de montagne (en russe : 55-я отдельная мотострелковая бригада) est une brigade d'infanterie mécanisée des Forces terrestres russes. Elle est basée à Kyzyl, dans la république de Touva, en Sibérie. Elle est rattachée à la 41e armée combinée du district militaire central.

## Histoire
La création pour 2015 d'une nouvelle brigade de fusiliers motorisés de montagne basée à Kyzyl est annoncée en avril 2014. L'unité est organisée à partir d'éléments expérimentés passés par les montagnes du Tadjikistan. Le recrutement de l'unité se fait cependant principalement parmi la population touvaine, un peuple turc représentant plus de 70 % de la population de la république de Touva, par ailleurs extrêmement pauvre et isolée.
La brigade est officiellement créée en novembre 2015. 1 047 des 1 300 militaires qui la composent sont des Touvains.

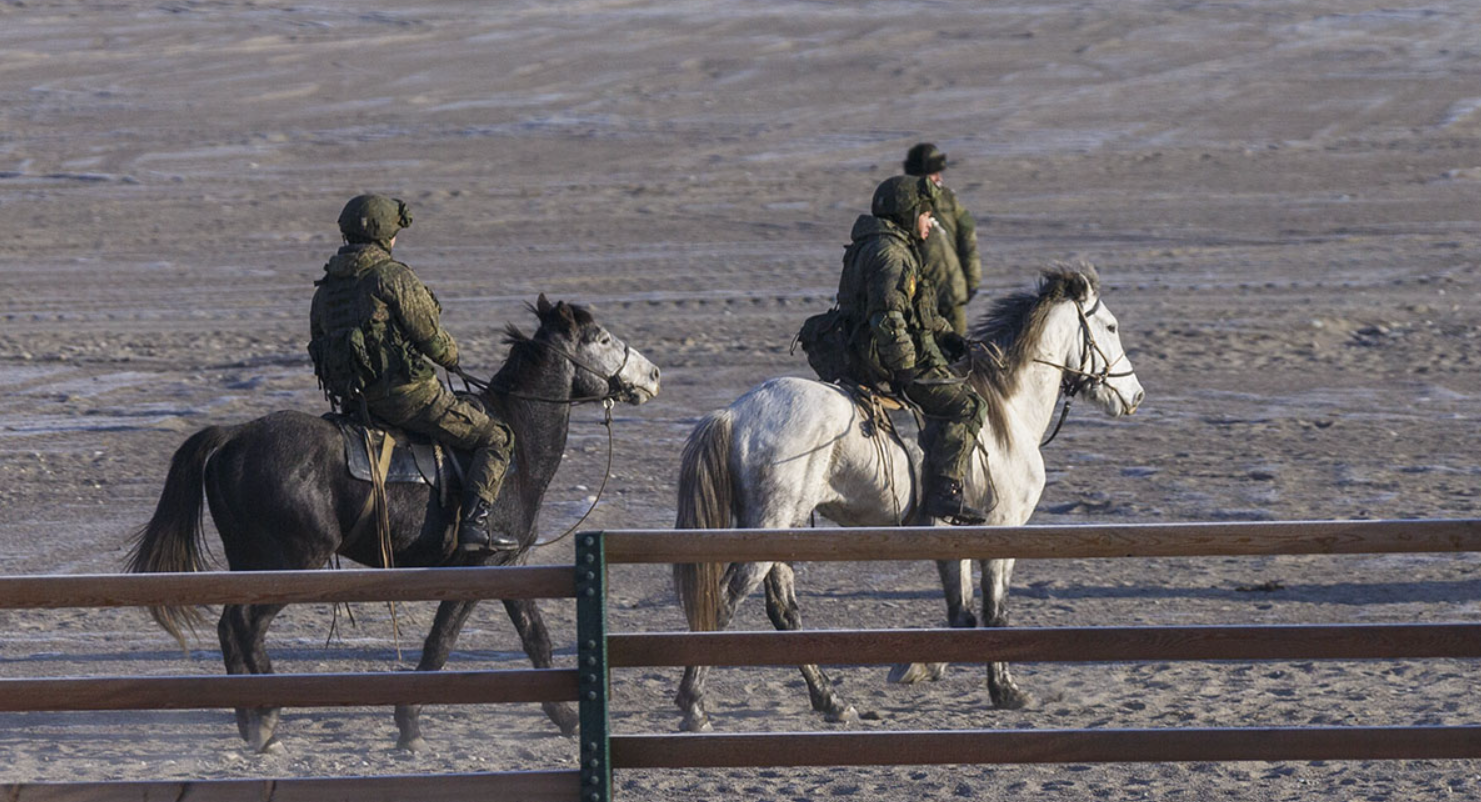
Soldats de la 55e brigade, à cheval lors d'un exercice en 2019.

En novembre 2018, la brigade est dotée d'une unité de drones, équipée de drones de reconnaissance Orlan-10 et Eleron-3. La 55e brigade est en outre équipée de véhicules blindés GAZ 2330 TIGR, et de canons automoteurs 2S23. Elle utilise également des chevaux de bât mongols adaptés à son rôle d'unité de montagne. La dotation de la brigade en matériel militaire moderne est achevée en 2016. En 2019, l'unité reçoit la visite du ministre russe de la Défense, Sergueï Choïgou.

### Invasion de l'Ukraine
La brigade est impliquée dans l'invasion russe de l'Ukraine, lancée en février 2022. Elle prend notamment part à l'offensive de Kiev. La 55e brigade entre le 3 mars dans le village de Yahidne, qu'elle ne quittera que le 31 du même mois. Entretemps, les soldats russes enferment 300 habitants (dont les âges vont d'un mois et demi à 93 ans) dans le sous-sol de l'école du village pour en faire des boucliers humains, dans des conditions très difficiles. Dix de ces otages meurent en captivité. Ce crime de guerre présumé fait l'objet d'un rapport des Nations unies. En juin 2022, une liste de neuf militaires russes appartenant à une unité de mortiers de la brigade et accusés des crimes de guerre de Yahidne est rendue publique par la procureure générale ukrainienne Iryna Venediktova.
Après l'échec de l'offensive vers Kiev, les troupes de la 55e brigade sont relocalisées dans l'oblast de Donetsk où elles sont repérées à plusieurs reprises au milieu de l'année 2022.
En février 2023, des conscrits russes en provenance de la république de Touva et placés initialement sous le commandement des troupes de la république populaire de Donetsk sont transférés sous le commandement de la 55e brigade de fusiliers motorisés de montagne. Les conscrits russes ont précédemment été brutalisés par leurs commandants du Donbass, qui leur ont tiré dessus et les ont frappés.